# Laser à anneau semi-conducteur

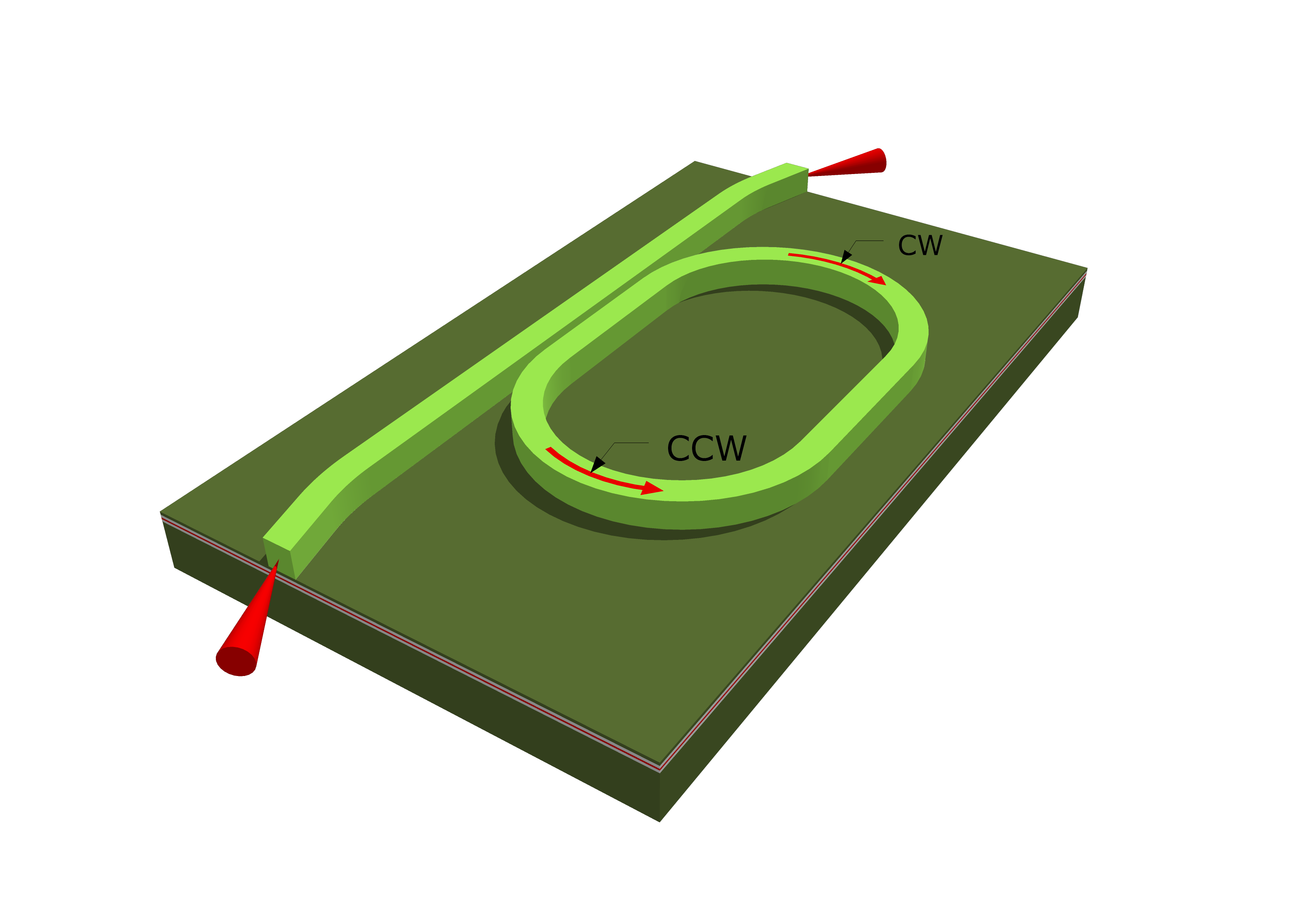
Illustration d'un laser à anneau semi-conducteur (SRL). La cavité laser est un guide d'ondes à géométrie de piste (mais il peut aussi s'agir d'une autre géométrie), ce qui lui permet de se déplacer dans deux directions opposées : dans le sens des aiguilles d'une montre (CW) et dans le sens inverse des aiguilles d'une montre (CCW). La lumière est couplée de manière évanescente hors de la cavité à un guide d'ondes de sortie droit.

Les Lasers à Anneau Semi-conducteurs (SRL en anglais Semiconductor Ring Laser ou LAS en français) sont des dispositifs laser à anneau miniatures pouvant être utilisés en optoélectronique, en photonique et dans les circuits tout-optiques. Les premiers SRL ont été développés dans les années 1980. Récemment, ils ont regagné en intérêt pour des dispositifs de stockage en mémoire vive (random-access memory) potentiels pour les ordinateurs entièrement optiques.  
Les lasers à anneau semi-conducteur sont des guides d'ondes optiques en forme d'anneau dotés d'un milieu laser. Ils ont la capacité de piéger la lumière dans un anneau et de la "recirculer" de manière continue tant qu'ils restent sous tension. Le matériau de choix pour les SRL est le phosphure d’indium. Les SRLs peuvent être carrés avec des réflecteurs en coin ou, comme cela est plus courant avec les modèles plus petits, avoir une forme incurvée en forme de "piste de course". Les dispositifs sont actuellement de l'ordre de 100 micromètres, mais une miniaturisation supplémentaire devrait être possible avec la technologie microélectronique sur silicium existante. 
À l'été 2010, les chercheurs Dr Muhammad Maqbool et Kyle Main de l'Université Ball State et Martin Kordesch de l'Université de l'Ohio ont pu mettre au point avec succès le premier SRL en nitrure d'aluminium, de l'ordre de 20 micromètres de diamètre. Ce premier SRL a été construit en déposant une couche de 4 micromètres de semi-conducteur nitrure d'aluminium dopé d'ions Ti+3 sur un câble de fibre optique étiré de 12 micromètres de diamètre. Il a été démontré que ce SRL avait un gain considérable et une puissance de pompage à seuil bas, ce qui en faisait un système laser extrêmement efficace. La lumière était confinée dans le film et ne reflétait pas sur la surface extérieure de la fibre optique. Un tel arrangement s'appelle un "Whispering Gallery Mode". Les Dr Maqbool et Main prévoient d'étendre leurs travaux pour inclure le développement de SRL à l'échelle nanométrique sur des nanotubes de carbone. 
Les SRL peuvent servir de base à une nouvelle forme de mémoires vives optique. Le sens de circulation de la lumière (dans le sens des aiguilles d'une montre ou dans le sens contraire) indiquerait la polarité du bit (0 ou 1). En partie à cause de la nature bistable et hautement non linéaire des dispositifs, ils peuvent recevoir un signal de départ dans les deux sens. La directivité est maintenue tant que l'appareil reste sous tension. Parmi les autres applications potentielles, citons "un dispositif de réponse numérique qui remodèle les signaux optiques qui ont été déformés, agissant effectivement comme une porte". Ainsi qu'un dispositif pour resynchroniser des signaux optiques afin d'éliminer la "gigue" temporelle. 
Un projet de recherche européen a été créé en 2006 pour étudier les applications potentielles des SRL. Connu sous le nom de IOLOS (Integrated optical logic and memory using ultra-fast micro-ring bistable semiconductor laser), il recevra un financement de 1,25 million d'euros sur trois ans,. Intense Photonics et Siemens fournissent également 100 000 euros supplémentaires. 

## Voir également
- Anneau laser (en)
- Résonateur à anneau optique (en)
- Gyroscope à anneau laser